# اسکات بریسون
اسکات بریسون (انگلیسی: Scott Brison؛ زادهٔ ۱۰ مهٔ ۱۹۶۷) یک سیاست‌مدار اهل کانادا است. او رئیس هیئت خزانه داری کانادا است.